# 採石場

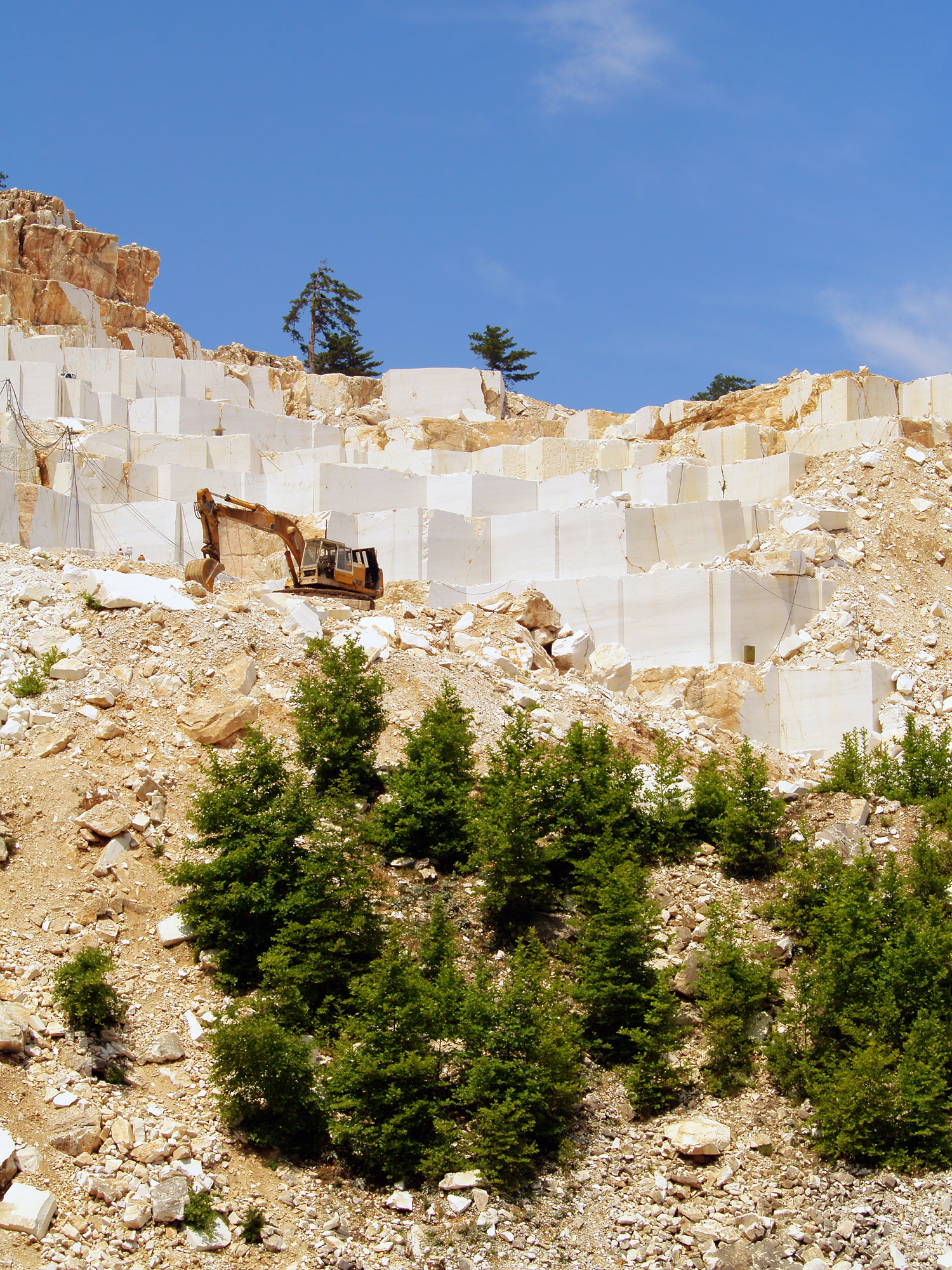
採石場の例

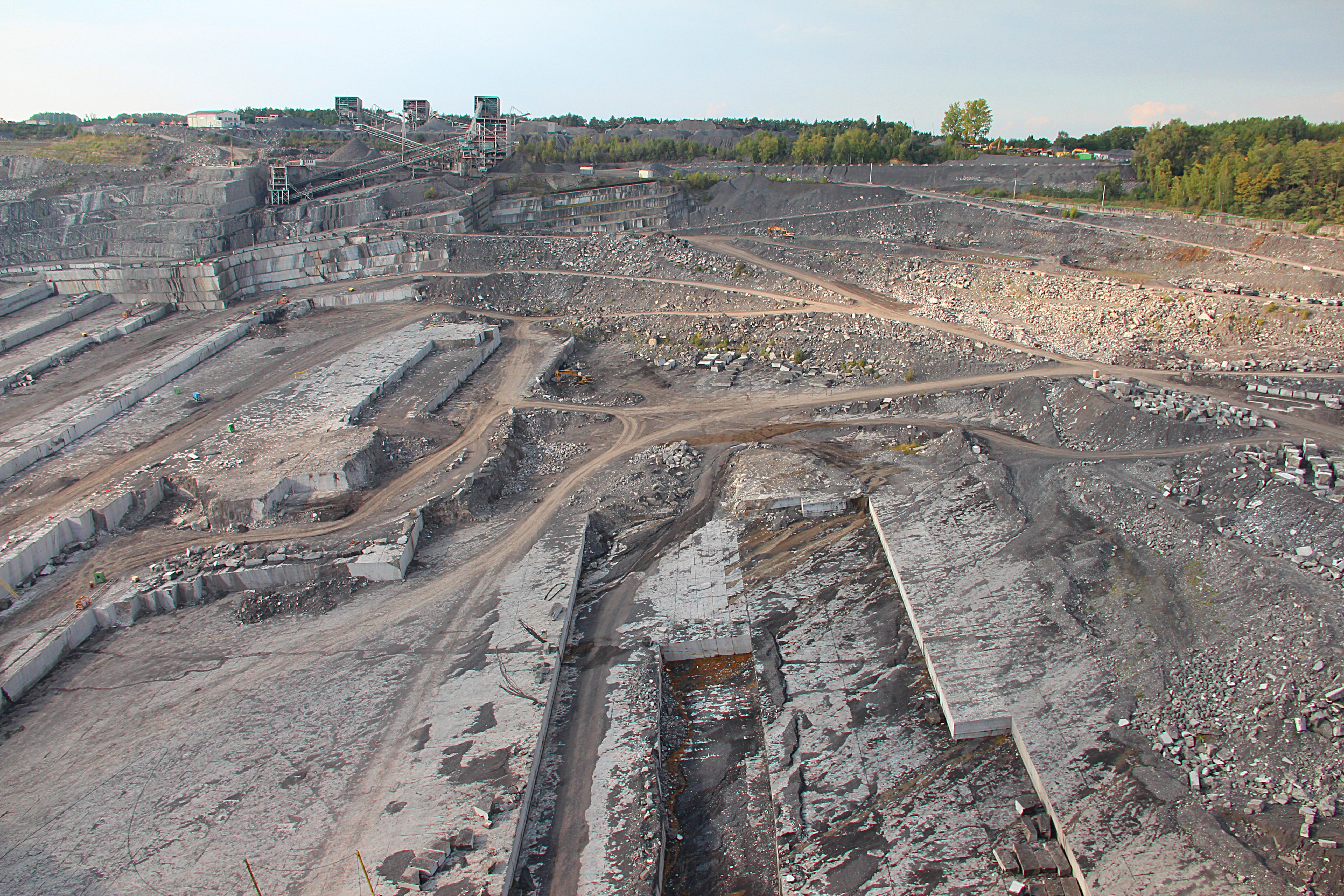
ビニーSoignies石の採石場、エノー州（ベルギー）

採石場（さいせきじょう、さいせきば、英: quarry）とは、鉱山の一種。主に、花崗岩などの岩石、石灰石などを産する。鉄鉱石などの鉱山と異なり、石材など精錬を必要としない物を産する鉱山を指す場合が多い。大型の石材を産する場合、石切場（いしきりば）とも呼ばれている。
主に、花崗岩などは、墓石、碑など、大型の石材に利用され、石灰石などは工業原料などに利用される。

## 日本の採石法
日本では採石法により、対象となる「岩石」が規定されている。
第二条 この法律において「岩石」とは、花こう岩、せん緑岩、はんれい岩、かんらん岩、はん岩、ひん岩、輝緑岩、粗面岩、安山岩、玄武岩、れき岩、砂岩、けつ岩、粘板岩、凝灰岩、片麻岩、じや紋岩、結晶片岩、ベントナイト、酸性白土、けいそう土、陶石、雲母及びひる石をいう。（採石法〈昭和二十五年十二月二十日法律第二百九十一号〉）

## 採石場の問題

### 地下採石場
トンネル状の採石場の場合、過去に採石されたのち放棄された物が多数ある。放棄された後、風化が進み、直上の土地が落盤により陥没する。近年、陥没事故が多発し、問題視されている。

### 発破
石を産するために大規模な発破を掛けることがある。これによる振動が、地震計に影響を与え、小規模な地震と検知されることがある。

## 廃採石場の活用
放置すると湧水や雨水が溜まり採石跡湖となる。

### 撮影
採石場は、広大であり、多様な地形を有することや、火薬などを用いても周囲への影響が小さいことなどから、かつてはドラマの、特に特撮のアクションシーンのロケ地として使われることが多かった。しかし、近年は街中で撮影許可が取りやすい場所を使ったり、爆発の演出にCGを活用するなどの経費削減が確立したため、採石場における撮影は減ってきている。

### 秘密基地
地下空間を活かし、防空壕、核シェルター、秘密基地とする例がある。

### その他
ワインセラーや倉庫、宿泊施設、太陽光発電施設、ごみの埋め立てを行う最終処分場